# 레우벤 리블린
레우벤 루비 리블린(히브리어: ראובן"רוּבִי"ריבלין, 영어: Reuven "Ruvi" Rivlin, 1939년 9월 9일 ~ )은 이스라엘의 정치인이자 법률가로 2014년 7월 24일부터 2021년 7월 7일까지 이스라엘의 제10대 대통령을 지냈다. 소속 정당은 리쿠드이며 예루살렘 히브리 대학교 법학과 출신이다. 2001년부터 2003년까지 이스라엘 통신부 장관을, 2003년부터 2006년, 2009년부터 2013년까지 크네세트 의장을 역임했다. 2014년 대선에서 54.3%의 득표율로 45.6%를 얻은 메이르 시트리트를 누르고 당선되었다.
리블린은 요르단강 서안 및 가자 지구에 거주하는 팔레스타인인들에게 완전한 이스라엘 시민권을 부여하는 대이스라엘 정책을 주장한다. 그는 소수 권리(특히 아랍계 이스라엘인)를 강력히 지지하며 이스라엘-팔레스타인 분쟁에서 1국가 방안을 주장하고 있다. 리블린은 아랍어에 능통하다.

## 생애 초반
레우벤 리블린은 영국 위임통치령 시기 예루살렘 리블린 가(家)에서 태어났다.(리블린 가문은 1809년부터 예루살렘에서 거주해 오던 집단이다.) 그는 빌나 가온에게 가르침을 받은 자들의 후손이다. 리블린의 아버지는 최초로 꾸란 히브리어판을 집필했으며 이스라엘 제3대 대통령 후보로 출마했던 요세프 요엘 리블린이었고 어머니는 라헬 라이 리블린이었다.
리블린은 김나지아 레하비아 고등학교를 졸업했으며 이스라엘 방위군에 입대, 정보장교로 복무했다. 6일 전쟁에서는 제35여단에 종군했다. 제대 후 예루살렘 히브리 대학교에서 법학 공부를 했다.
정계에 입문하기 전 리블린은 베이타르 예루살렘 스포츠 협회의 법률 고문 및 의장, 베이타르 FC의 경영진, 예루살렘 시의회 의원, 엘알 항공의 이사, 이스라엘 직업안전건강연구소의 의장, 칸 극장의 이사, 이스라엘 박물관의 이사직 등을 역임했다.

## 정치 이력
리블린은 1988년 제12대 크네세트에 처음 당선되었으며 1988년부터 1993년까지 리쿠드 당 대표를 맡았다. 1992년 선거에서는 낙선했으나 1996년 선거를 통해 크네세트에 복귀했다. 1999년 재선에 성공, 2001년 3월 통신부 장관에 취임하여 2003년 2월까지 직을 수행했다. 그는 이어진 2003년 선거에서 크네세트 의장으로 선출되었다. 임기 동안 리블린은 정치적 중립을 지키는 의장의 전통을 깨어서 비판을 받았는데, 그는 아리엘 샤론의 가자 지구 철수 정책을 강력하게 비난했으며 이스라엘 최고 법원이 의회 법률을 불법으로 선언하는 권한에 대해 법원장 아하론 바라크와 공개적으로 대치했다.
리블린은 2006년, 2009년에 다시 크네세트 의원에 당선되었다. 2007년에는 리쿠드 당 대표로 대통령 선거에 출마했으나, 카디마 당의 시몬 페레스가 충분한 지지를 받아 결선투표에서 승리할 것이 확실해 보이자 1차 투표에서 기권했다.
2009년 3월 30일 크네세트는 총 120석 중 90석의 찬성을 얻어 리블린을 의장으로 선출했다.
리블린은 의장 취임 후 첫 공식 방문지로 갈릴래아 바로 남쪽에 있는 아랍계 이스라엘인 거주지 움알팜을 선택했다. 동행자는 크네세트 의원 유리 오바크(유대인의 집)와 아푸 아그바리야(하다시, 움알팜 거주자)였다.
1999년 리블린은 하레디파 여성 리브카 라비츠를 고용했는데 그녀는 초창기에는 리블린의 사무장 및 선거고문을 수행했고, 대통령 선거 이후에는 수석보좌관을 맡고 있다. 라비츠는 리블린의 크네세트 의장 및 대통령 선거 운동을 성공적으로 운영한 공로가 있으며, 지역 방문이나 해외 국가정상 방문 때 리블린과 자주 동행하고 있다.

## 이스라엘 대통령

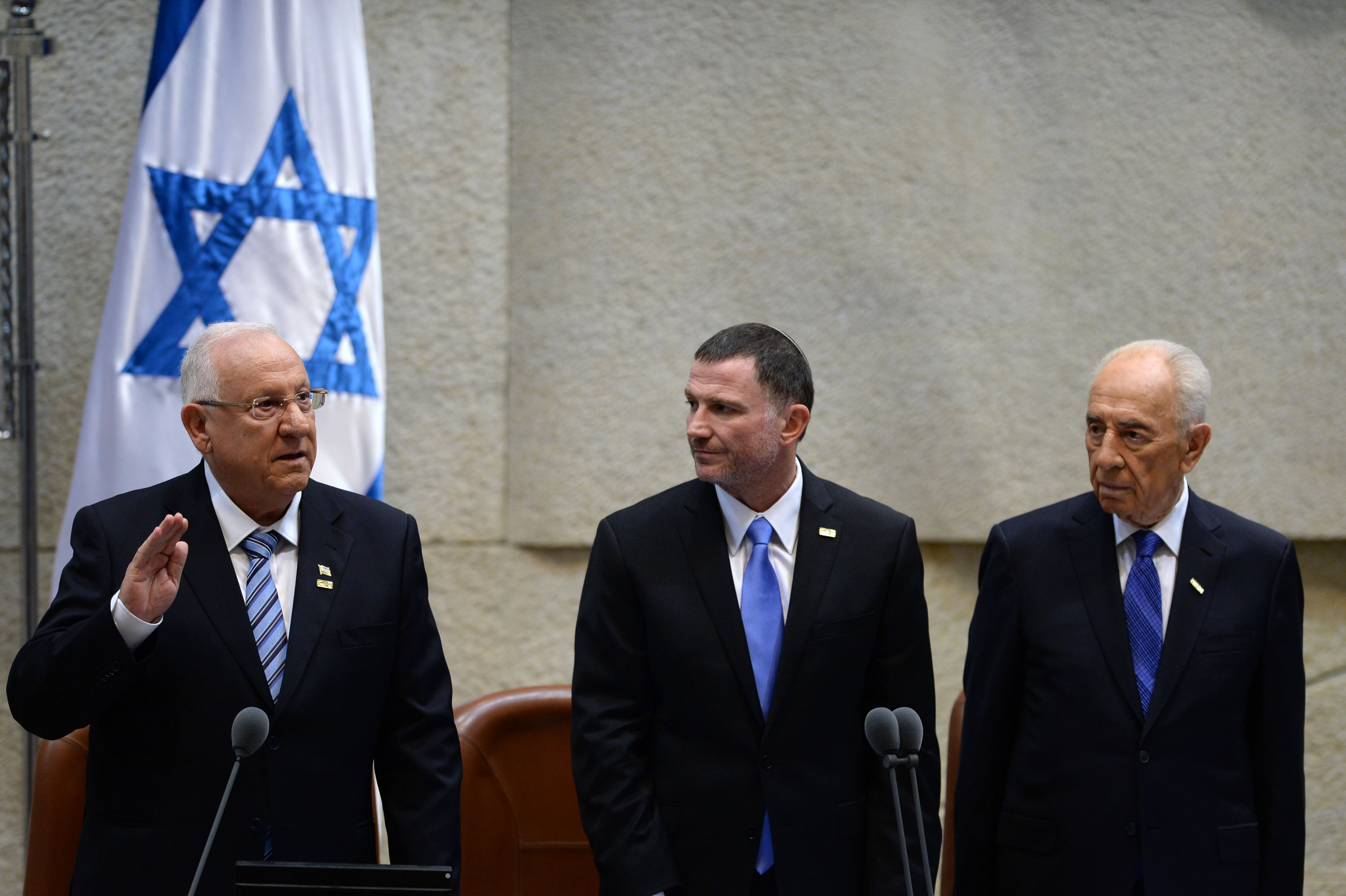
선서의식을 수행하는 레우벤 리블린

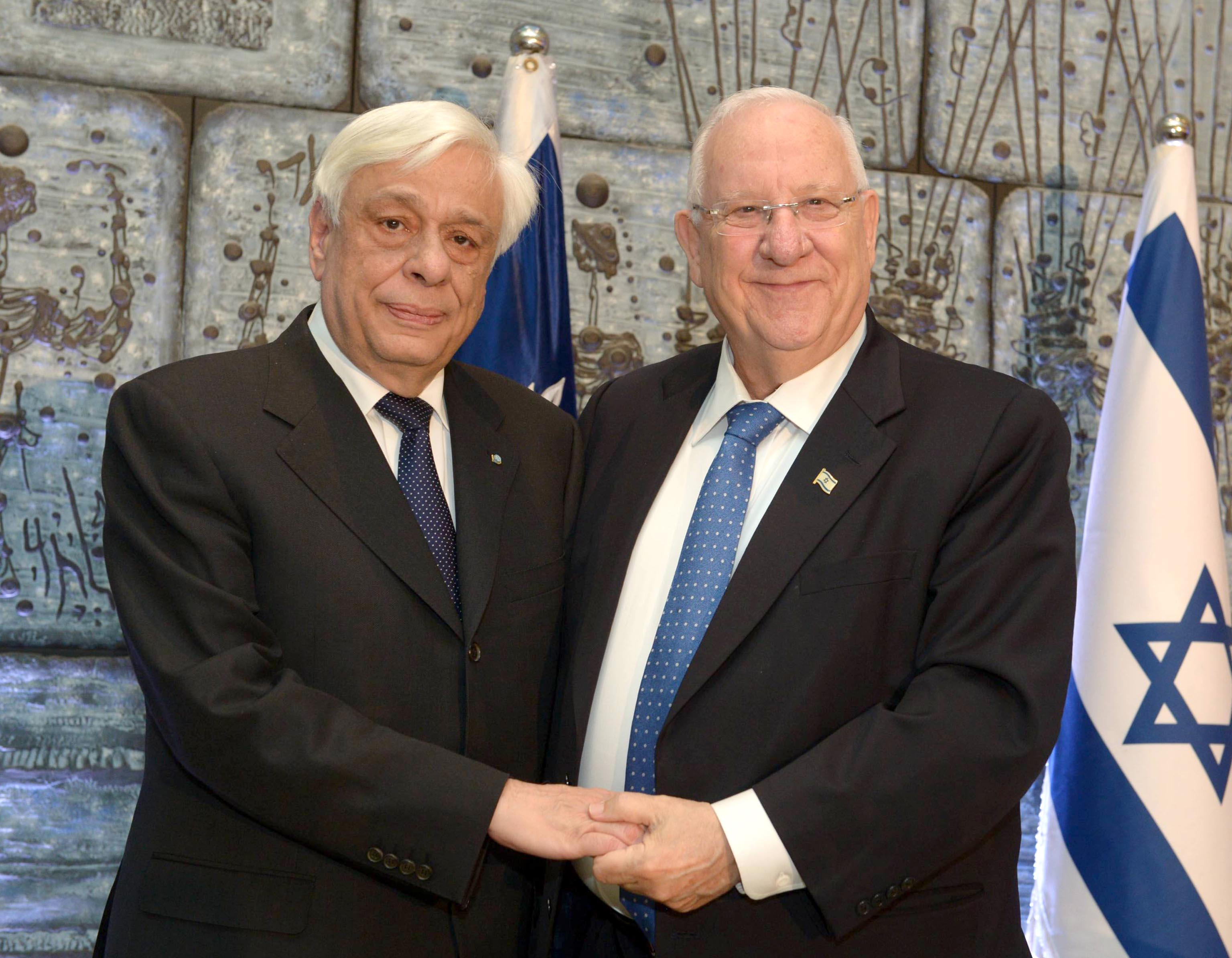
그리스 대통령 프로코피스 파블로풀로스와 레우벤 리블린. 2016년 3월

레우벤 리블린은 2014년 6월 10일 2차 투표에서 63표를 얻어 메이르 시트리트를 누르고 이스라엘 제10대 대통령으로 당선되었다. 리블린은 그의 예의바른 모습에 호감을 느낀 아랍계 의원들과, 요르단강 서안 지구를 이스라엘의 영토로 편입하기를 원하는 나프탈리 베네트/대니 대논 같은 우익 의원들의 지지를 얻어 당선될 수 있었다. 그는 대통령에 당선된 뒤 즉시 국회의원직을 사임하였다.
리블린은 2014년 7월 24일 시몬 페레스의 후임으로 대통령직에 취임했다.
2015년 3월 25일 리블린은 신정부 내각을 구성할 인물로 베냐민 네타냐후를 공식적으로 승인했다. 리블린은 행사 중 발언에서 신정부가 최우선으로 해야 할 일은 이스라엘 정부와 미국 사이의 훼손된 관계를 복원하는 것이라 밝혔다. 동시에 그는 네타냐후가 선거일에 "아랍인 유권자들은 NGO들이 설치한 투표소로 몰려가서 '떼를 지어' 투표하고 있었다."라고 말한 것에 대해 반대한다고 했다. 리블린은 다음과 같이 말했다. "투표함 속 투표용지들을 두려워하는 사람은 결국 길거리마다 던져진 돌들을 보게 될 것이다."
그는 조기 선거를 하지 않게 보다 안정적인 정권을 수립할 것과, '지난 수 년 동안 커지고 최근 선거 과정을 통해 보다 악화된 상처를 치료하며, 균열을 메꿀 것'을 새 내각에 주문했다.

## 관점 및 견해

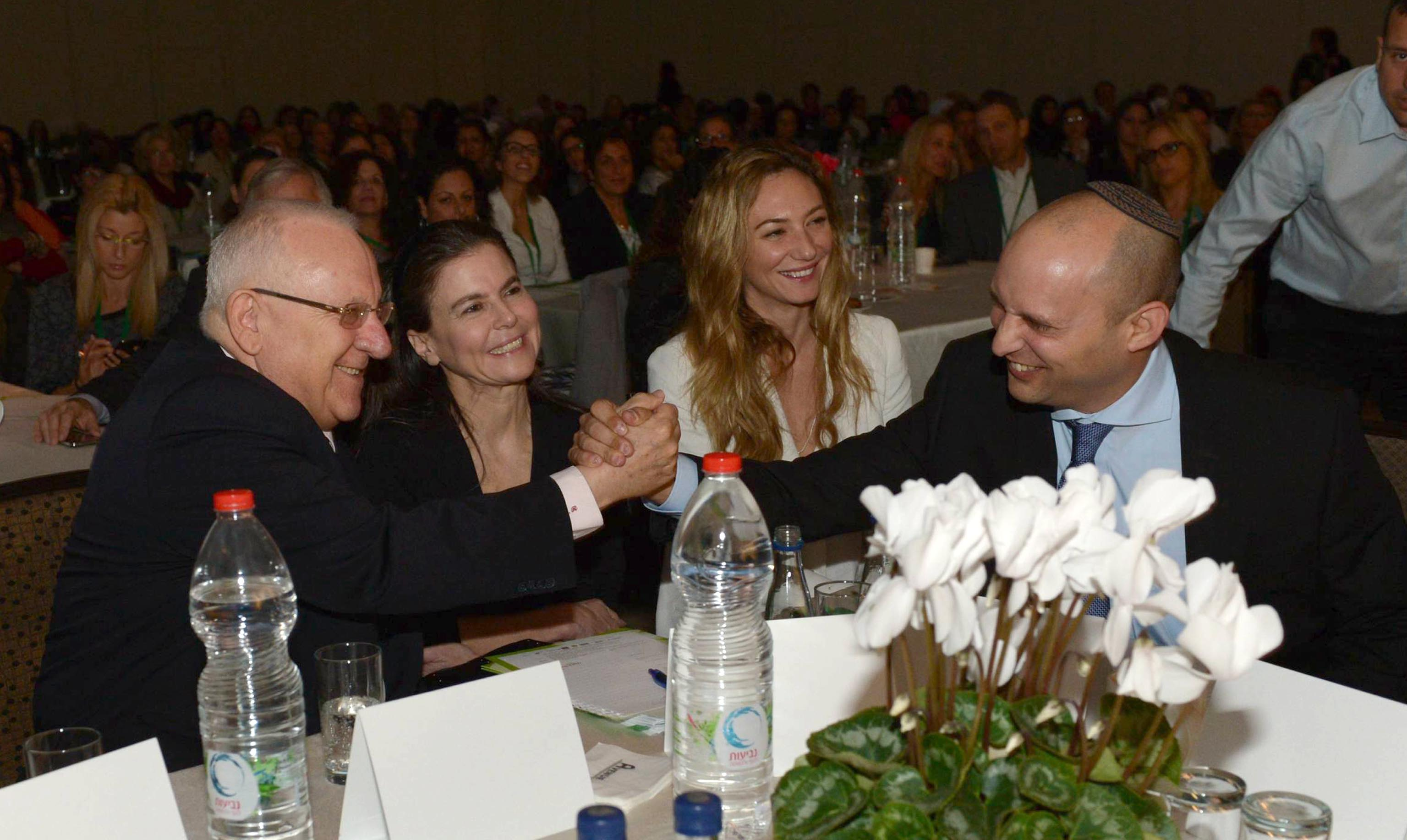
중소기업 홍보 목적으로 개최된 자스민 여성경영인 컨벤션에서 미칼 안스키, 나프탈리 베네트, 오프라 스트라우스와 동석한 레우벤 리블린. 2014년 12월 15일.

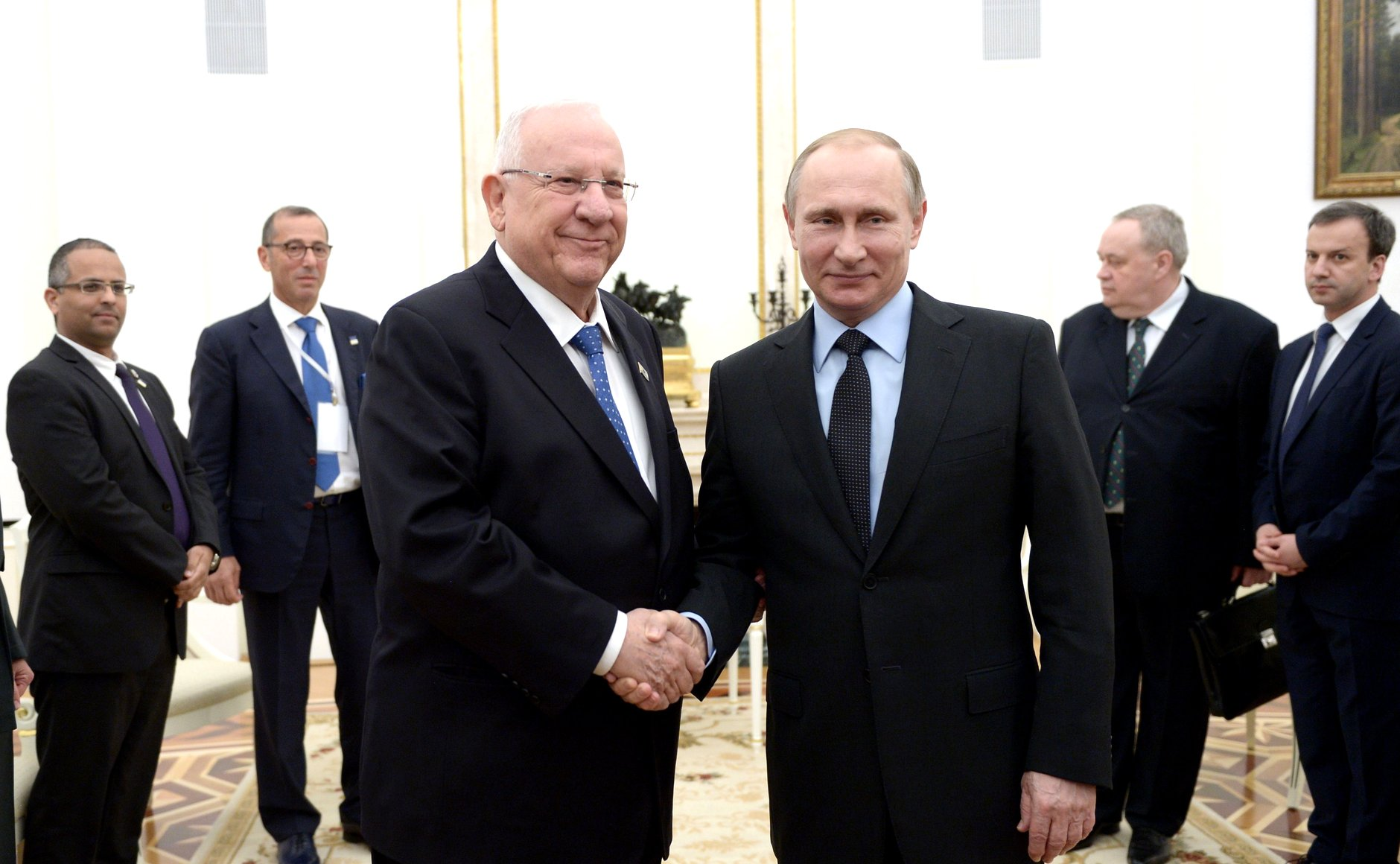
2016년 3월 러시아 공식방문중 블라디미르 푸틴과 만난 리블린

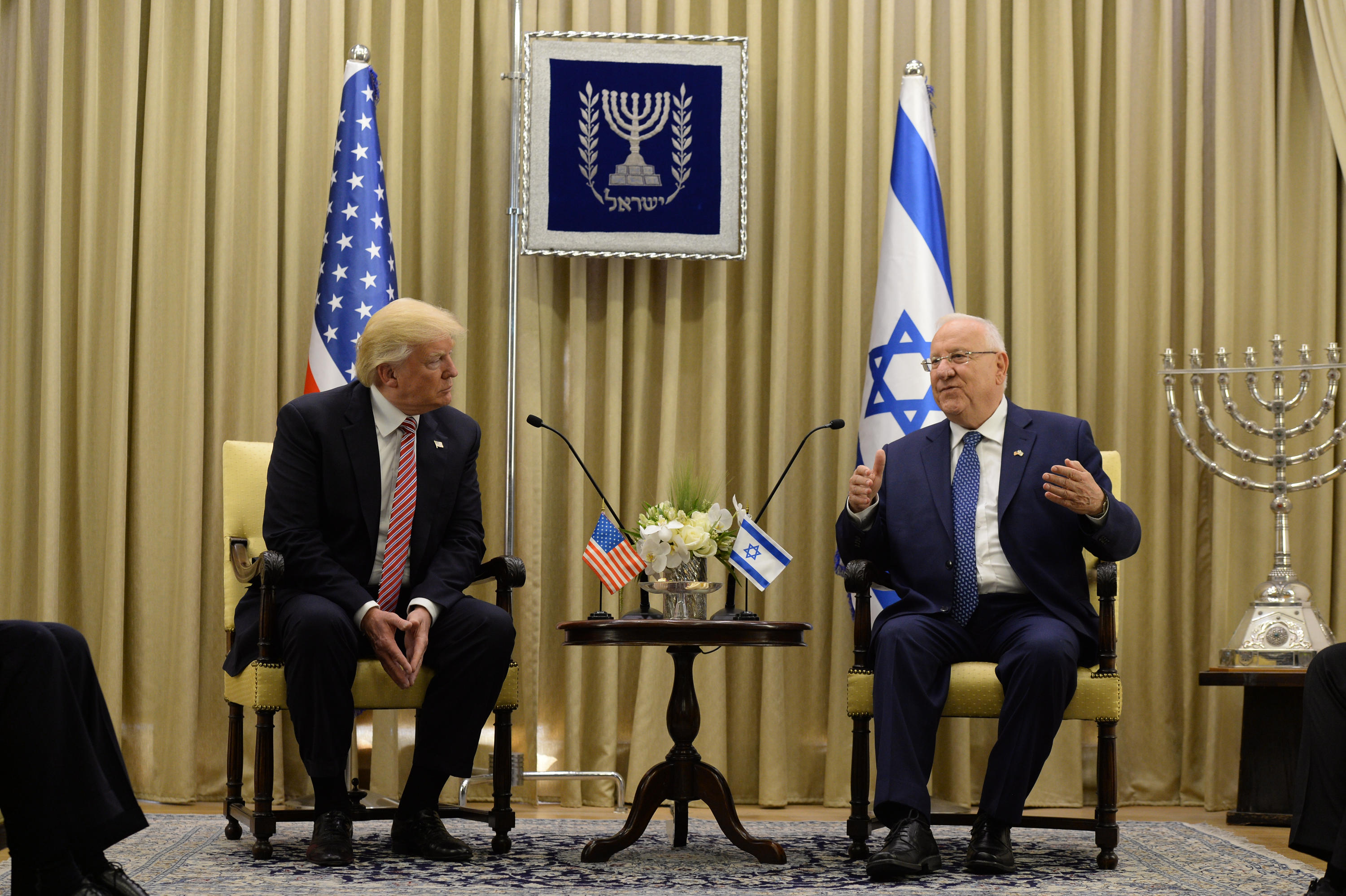
리블린과 미국 대통령 도널드 트럼프. 2017년 5월 22일

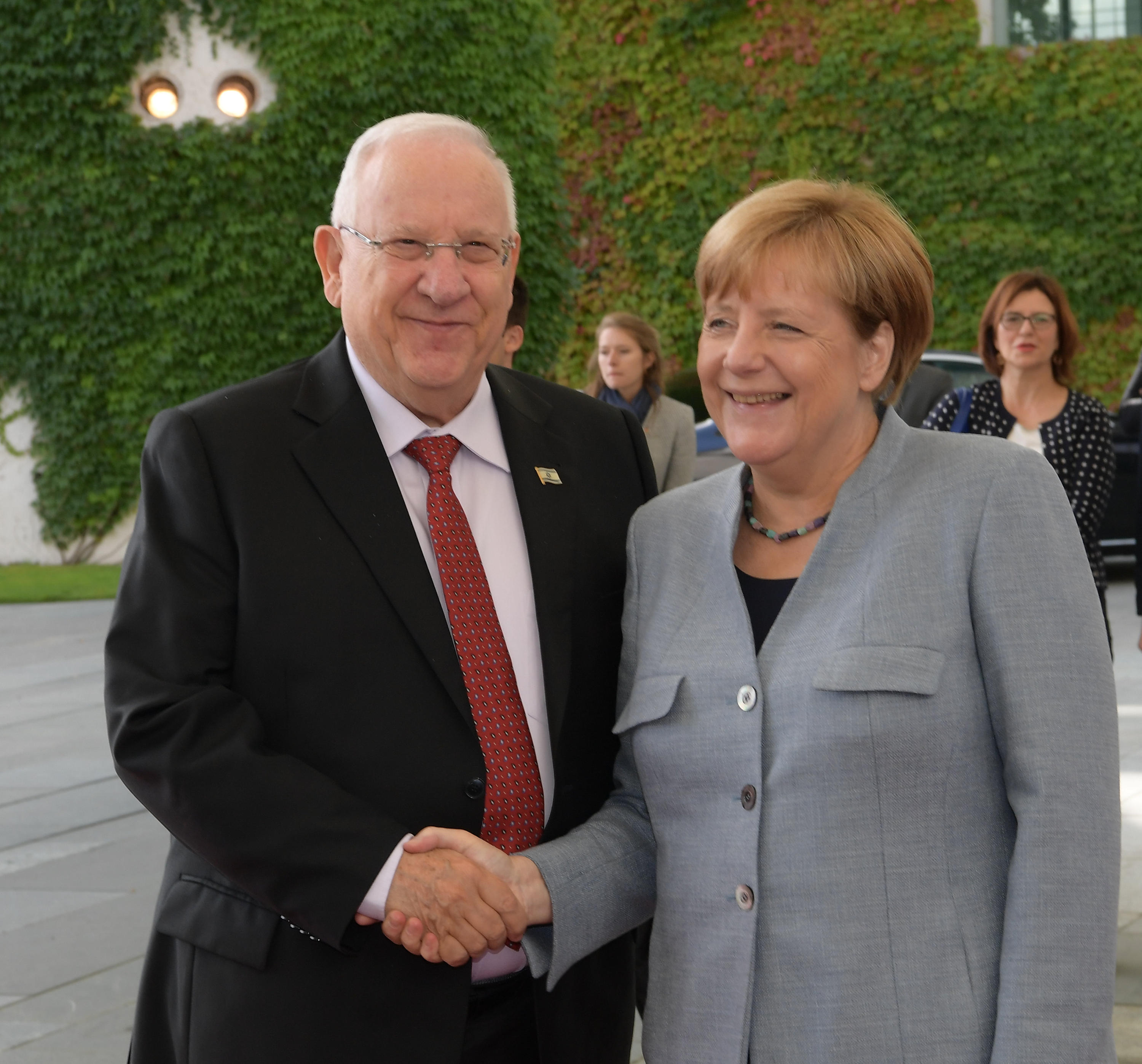
독일 공식 방문중 앙겔라 메르켈과 만난 레우벤 리블린. 2017년 9월

### 팔레스타인 및 이슬람
리블린에 따르면 이스라엘이 싸울 상대는 팔레스타인인이나 이슬람이 아니라 잔악한 테러리즘이다. 그는 팔레스타인인들은 '한 나라는 무적의 초강대국, 다른 나라는 준자치국'을 표방하는 양국 방안을 받아들여서는 안 된다고 지적했으며 동시에 "서안 지구 정착자들 또한 텔아비브 거주자와 마찬가지로 이스라엘인이다."라고 선언했다. 리블린은 라이베리아 대통령 엘런 존슨 설리프에게 이렇게 말했다. "이스라엘은 팔레스타인인과의 사이에서 일어난 비극을 끝내기 위해 노력하고 있다. 그들(팔레스타인인)이 여기 있기 때문에 우리는 (팔레스타인인들의 나라를 세우려는) 그 생각을 존중해야 한다. 그리고 그들은 유대인 국가가 고향 땅에 다시 세워졌다는 생각도 받아들여야 한다. 이것들은 두 나라 사이에 신뢰가 없다면 어려운 도전이다."
리블린은 국가주의자이며 이스라엘-팔레스타인 분쟁에 대해 매파 입장에 있지만, 소수자 특히 아랍계 이스라엘인들의 권리를 지지한다. 아랍계 이스라엘인 거주지 움알팜은 반이스라엘/친팔레스타인 시위 장소로 자주 묘사되는 곳인데, 리블린은 여기를 의장 취임 후 첫 방문지로 삼았다. 리블린은 1국가 방안을 지지해 왔으며 요르단강 서안 지구 내 유대인 정착촌을 확고하게 지원하고 있다. 2010년 그는 다음과 같이 발언했다. "나는 이스라엘과 요르단강 서안 지구를 양국 평화 방안에 의해 분리하기보다는, 팔레스타인인들을 이스라엘 시민으로 받아들이겠다."

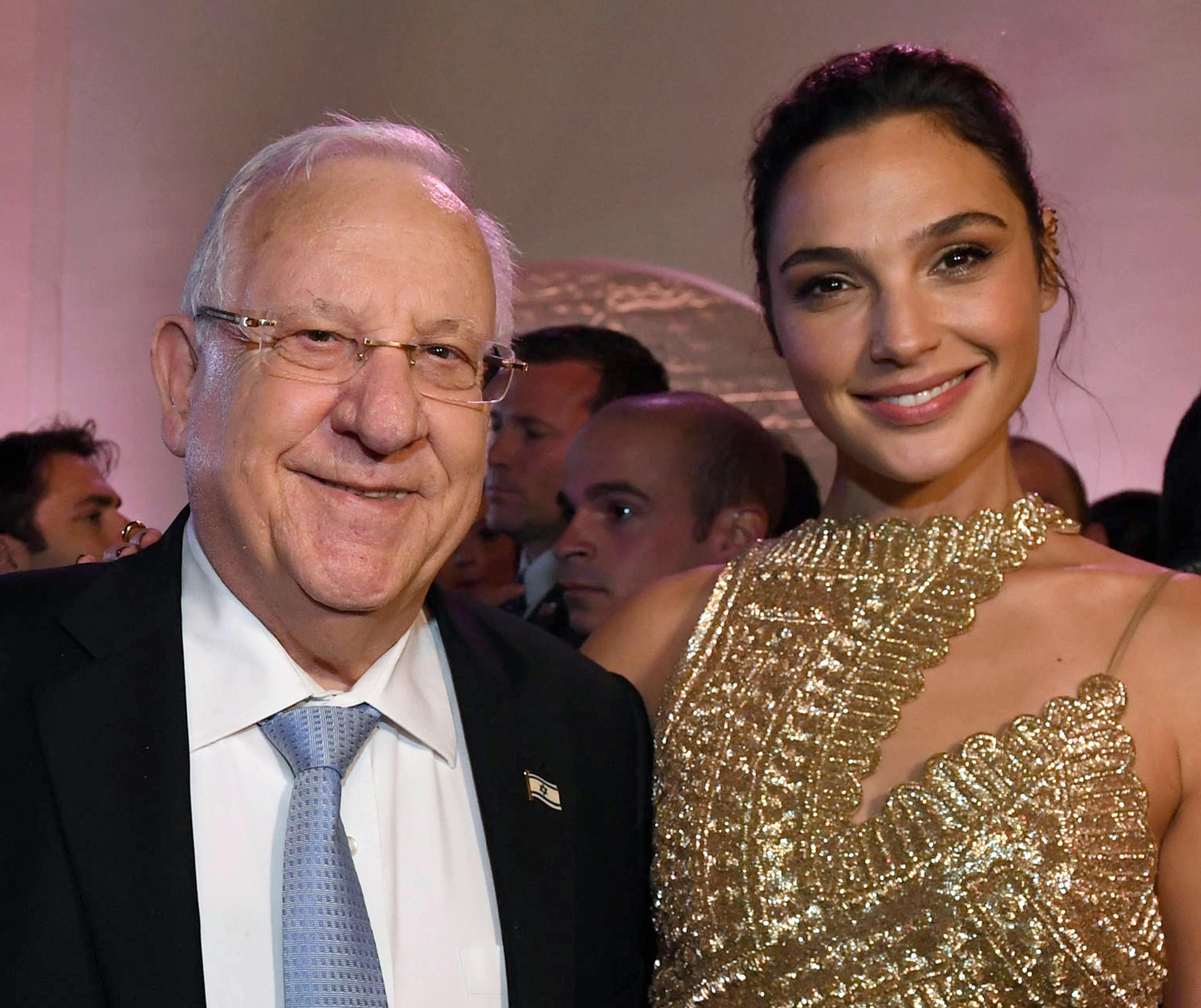
레우벤 리블린과 배우 갈 가도트. LA, 2017년 11월

2010년 6월 리블린은 가자 전대(戰隊)에 가입한 발라드 당 의원 하닌 조아비의 제명 요구를 거부했다. 조아비의 의회 권한을 방어한 이 행동에 대해 일부는 비난했으나 나머지 사람들은 이스라엘 민주주의를 지켜낸 그의 용기를 칭찬했다.
2013년 1월 베이타르 예루살렘의 홈경기에서 일부 팬들이 아랍계 선수 두 명이 팀에 합류한 것에 항의하는 현수막('베이타르는 영원히 순수하다')을 들고 구호를 외치는 사건이 있었는데, 리블린은 이들을 강력하게 비난했다. 리블린은 교수들이 모인 자리에서 이렇게 이야기했다. "이스라엘 사회는 병들어 있다. 그리고 이 병을 치료하는 것이 우리의 임무이다."
2014년 11월 리블린은 아미르 브나욘이 반아랍 노래를 발표하자 예정되어 있던 그의 공연을 취소했다. 2016년 발라드 당 의원 자말 자할카 등이 이스라엘 시민들을 공격하다가 죽은 팔레스타인인의 가족들을 만났는데, 리블린은 자할카가 대통령 관저(베이트 하나시)에 들어오는 것을 금지했다.

### 유대교
본인이 보수파 유대교인이 아님에도 리블린은 비보수적인 유대교 운동에 대해 비판을 해 왔다. 1989년 리블린은 개혁파 유대교도들을 '우상숭배자'라고 불렀으며 개혁파 유대교 랍비들을 본래 이름으로 부르기를 거부했다. 그는 대통령이 되기 전, 개혁파와 보수파 유대교에 동등한 지위를 부여하는 것을 거부했다. 2014년 리블린은 비보수파 유대교도의 기준이 받아들여진다면 유대교의 지위는 '종교적 정의보다 시민적 정의에 기초하게 될 것'이라고 말했다. 이는 그가 2006년 크네세트에서 발언한 다음 내용을 반복하는 것이었다. "의심의 여지 없이 할라카(유대인의 법)에 따르면 우리를 3800년 동안 지켜 온 것은 '유대교의 지위'이다."
그러나 2014년 11월 리블린은 대통령 관저에 히브리 유니언 칼리지 이사회 및 유대 종교 협회의 개혁파 인사 50명 이상을 초청하여 다음과 같이 말했다. "우리는 한 가족이며 전세계 모든 유대인들 사이의 연대는 이스라엘국에 있어 매우 중요하다." 2015년 리블린은 보수 운동가들이 운영하는 프로그램에 출석하는 장애 아동을 대통령 관저로 불러 바르 미츠바 의식을 진행했는데, 보수파 랍비를 한 명도 초대하지 않았다. 그러나 그는 이후 관저에서 개혁파, 보수파, 정통파 공동체의 대표들을 불러 합동 연구회를 개최했다.
2015년 7월 유대인 극단주의자들이 팔레스타인 거주지에서 폭탄을 터뜨려 팔레스타인 아기 한 명이 사망하는 사건이 발생했다. 리블린은 사건의 범인들을 '테러리스트'로 지칭했는데, 사건에 대한 비판 성명을 발표한 뒤 살해 협박을 받았다. 그는 자국민이 '테러의 길을 선택한 것'과, 이스라엘이 유대교 종교 테러리즘과 극단주의자들에 대해 느슨한 것을 유감스럽게 생각한다고 했다.

### 집단학살
리블린은 아르메니아인 집단학살을 인정하는 운동을 벌이기도 했다. 2012년 그는 이렇게 말했다. "아르메니아 사람들에게 닥쳤던 비극을 기억하고 상기하는 것이 우리의 윤리적 의무이다. 그들은 1차 세계 대전 중 그들의 자식을 100만 명 이상 잃었으며, 우리는 이 사건을 정치적 논쟁거리로 만들어서는 안 된다. 저는 이 주제의 민감함을 알고 있다. 그러나 확실해집시다. 이 사건은 오늘날의 터키국이나 현 터키 정부를 비난하는 것이 아니다." 대통령이 되고 나서 그는 이 문제에 대해 말을 아꼈는데, 청원에 동의할 경우 터키로부터 부정적인 반응을 얻을 것을 우려했기 때문이다. 익명의 이스라엘 외교부 관계자들은 리블린이 '정치적으로 노련하다'라고 높게 평가했다.
2018년 2월 폴란드 총리 마테우시 모라비에츠키는 "홀로코스트에는 독일인만이 아니라 유태인 가해자들도 있었다."라고 말했다. 리블린은 해당 발언을 다음과 같이 비난했다. "우리 민족이 나치와 협력한다고 말하는 것은 최악이다...오늘 어느 때보다도 우리는 전세계에, 특히 일부 지도자들에게 그 어두운 시기를 가르치는 데 힘써야 한다."
2018년 4월 12일 리블린은 폴란드에서 열린 산 자들의 행진에 참석했다. 그는 폴란드 대통령 안제이 두다와 만난 자리에서 이렇게 말했다. "나치 정권과 싸운 수많은 폴란드인이 있었다는 데에는 의심의 여지가 없다. 그러나 우리는 폴란드와 폴란드인들이 학살에 관여했다는 것을 부인할 수 없다."

### 여성
2000년 리블린은 여성들이 기도용 숄을 착용하는 것을 금지하는 법안에 찬성했다. 이 법안은 통과되지 않았으나 이 쟁점에 대한 입장 때문에 리블린은 그의 페미니스트 성향 사촌 릴리 리블린과 서먹한 관계가 되었다. 2008년 크네세트 합창단은 이스라엘 국가 하티크바를 환영식에서 여성 의원들을 제외하고 불렀다. 리블린은 크네세트 의장으로서 여성을 배제한 것을 승인했는데, 이런 판단의 이유는 정통파 유대교도들과 분쟁을 일으키지 않기 위해서였다.

### 난민
리블린은 이스라엘 내 아프리카 난민들의 상태에 대해 질문을 받자 이렇게 답변했다. "민주주의 지지자이자 유대인으로서, 저는 사람들이 창고 물건처럼 밀집하여 살고 있는 강제 수용소 때문에 고뇌하고 있다."

## 사생활
1971년 네카마 리블린과 결혼하여 2019년 사별할 때까지 함께 살았으며 자녀 넷을 두었다. 1960년대 후반부터 채식주의자였다. 첫 경기를 관람한 7살 때부터 지금까지 베이타르 예루살렘 FC의 팬이다.

## 역대 선거 결과
| 선거명      | 직책명            | 대수 | 정당   | 1차 득표율 | 1차 득표수 | 2차 득표율 | 2차 득표수 | 결과 | 당락 |
| ----------- | ----------------- | ---- | ------ | ---------- | ---------- | ---------- | ---------- | ---- | ---- |
| 2014년 선거 | 이스라엘의 대통령 | 11대 | 리쿠드 | 37.61%     | 44표       | 54.31%     | 63표       | 1위  |      |